# Brachythecium lepturum
Brachythecium lepturum là một loài rêu trong họ Brachytheciaceae. Loài này được Taylor A. Jaeger mô tả khoa học đầu tiên năm 1878.